# Erich Kleiber
Erich Kleiber (5. august 1890 i Wien – 27. januar 1956 i Zürich) var en østrigsk dirigent. I sin barndom og tidlige ungdom flyttede han en del frem og tilbage mellem Wien og Prag (Han var tidligt blevet forældreløs og havde slægt begge steder). Han debuterede som dirigent på Prags Tyske Teater i 1911. Fra 1912 havde han stillinger ved forskellige tyske operahuse.
I 1923 blev Kleiber leder af Statsoperaen i Berlin. Han dirigerede operaer af f.eks. Mozart, Wagner og Janáček og uropførte Alban Bergs Wozzeck. Midt i 20'erne begyndte han at indspille grammofonplader, og i 1926 besøgte han for første gang Teatro Colón i Buenos Aires. Her mødte han sin amerikanske hustru, med hvem han senere fik en datter og en søn: Carlos Kleiber. I 1929 var Erich Kleiber berømt nok til at optræde på et fotografi fra en banket i Berlin sammen med Arturo Toscanini, Bruno Walter, Otto Klemperer og Wilhelm Furtwängler.
I 1935 bevirkede den nazistiske tyske regerings indblanding i hans arbejde, at Kleiber forlod sin stilling. Han bosatte sig i Buenos Aires og havde koncertrejser i både Sydamerika og Nordamerika.
Efter 2. verdenskrig begyndte Erich Kleiber igen at dirigere i Europa, og han lavede nogle flere pladeindspilninger. Ligesom sønnen Carlos har han lavet berømte indspilninger af Beethovens 5. symfoni og Richard Strauss' Rosenkavaleren.